# Phaciocephalus paschalis
Phaciocephalus paschalis är en insektsart som beskrevs av Ronald Gordon Fennah 1956. Phaciocephalus paschalis ingår i släktet Phaciocephalus och familjen Derbidae. Inga underarter finns listade i Catalogue of Life.